# Lundskuggvecklare
Lundskuggvecklare (Olindia schumacherana) är en fjärilsart som beskrevs av Fabricius 1787. Lundskuggvecklare ingår i släktet Olindia och familjen vecklare. Enligt den finländska rödlistan är arten nära hotad i Finland. Arten är reproducerande i Sverige. Artens livsmiljö är lundskogar. Inga underarter finns listade i Catalogue of Life.

## Bildgalleri

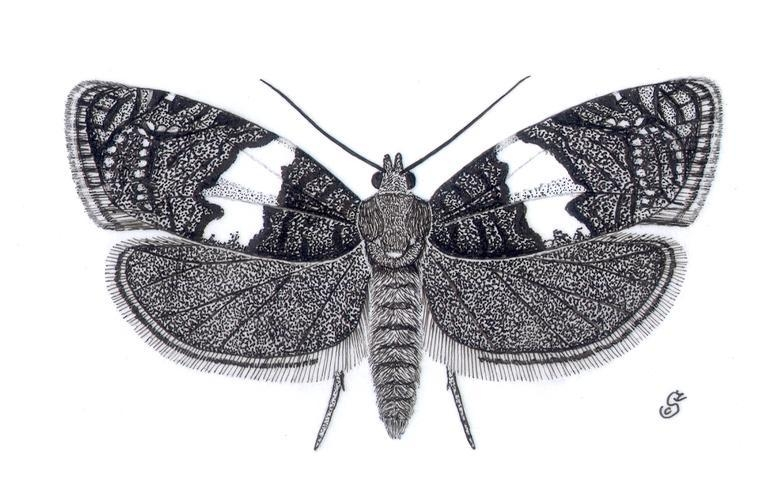